# Borgia Lukrécia modenai hercegné
Borgia Lukrécia (lat. Lucretia Borgia, ol. Lucrezia Borgia, kat. Lukrècia Borja Subiaco, 1480. április 18., – Ferrara, 1519. június 24.) itáliai hercegnő. Rodrigo Borgia, a későbbi VI. Sándor pápa és Vannozza de Cattanei leánya. Testvérei: Cesare Borgia, Giovanni (Juan) Borgia, Goffredo (Joffré) Borgia
Volt két féltestvére is, akiknek az anyjuk ismeretlen: Don Pedro Luis de Borja és Girolama de Borja.
A Borgiák a reneszánsz kor egyik leghírhedtebb családja volt, híresek voltak testi erejükről és bámulatos szellemi képességeikről csakúgy, mint erkölcstelenségükről. A későbbi krónikák Lucrezia nevét befeketítették, akárcsak családjának többi tagjáét. Számos vád - mint az apjával és testvérével folytatott vérfertőző viszony és két férjének rejtélyes halála - azonban megalapozatlannak bizonyult, jóllehet, a méregkeverő nevet nem mosták még le róla.
Maria Bellonci Lucrezia Borgiája
Sokan írtak róla, mégis a leghitelesebb forrásnak Maria Bellonci: Lucrezia Borgia című regénye tűnik, amelyet 1939-ben adtak ki először,  és rögtön, még az évben el is nyerte a Viareggio-díjat. A könyvnek olyan nagy sikere lett, hogy még plágium is történt. 1953-ban jelent meg az Amerikai Egyesült Államokban Simon Harcourt-Smith „műve” a The marriage at Ferrara. Az írónő pert indított, amit természetesen meg is nyert. Maria Bellonci sok szép könyvet írt, de többek szerint mesterműve a Lucrezia Borgia, amelyen 8 évig dolgozott, kemény kutatómunkával. A mű sikeréhez valószínűleg az is hozzájárult, hogy az írónő férje a híres kritikus, Goffredo Bellonci volt, akivel együtt kultúrköröket is szerveztek, elősegítve a második világháború alatt az olasz irodalmi élet fennállását. 1944-ben amici della domenica (a vasárnap barátai) néven futó összejöveteleket szerveztek, ami nemcsak kulturális esemény, hanem a háború alatti irodalom segítője is volt. Ha mindenképpen be szeretnénk skatulyázni, akkor azt mondhatjuk rá, hogy történelmi regény, de annak jellemzőitől abban eltér, hogy az írónő bár egyes szám harmadik személyben beszél a főszereplőről. Valójában sokszor azt érezteti az olvasóval, hogy a művet Lucrezia maga írta. Jóval több lett egy történelmi regénynél: történelem, politika, kultúra, korrajz és az írónő tanulmányozói szerint fontos önéletrajzi tanúbizonyság. Az írónő érezhetően szimpátiát érez a főszereplő iránt és akik ismerik életrajzát, sok hasonló jellemvonást fedezhetnek fel a két karakterben.

## Gyermekkora, családi háttere

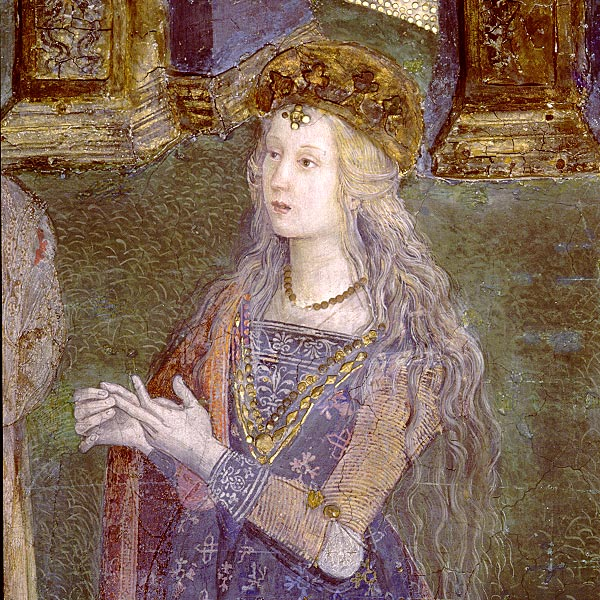
Pinturicchio: Lukrécia Borgia mint Alexandriai Szent Katalin

Rodrigo Borgia bíborosnak (a későbbi VI. Sándor pápa – 1492) és szeretőjének, egy már férjes asszonynak, Vannozza Cattaneinek leányaként született. Vanozzának négy gyermeke született Borgiától: Cesare, Giovanni (Juan), Lucrezia és Jofré. (Hogy Jofré apja is a jövendő pápa lett volna, bizonytalan maradt). Fivére Cesare Borgia, a híres-hírhedt hadvezér (akit Machiavelli A fejedelem című művében követendő példaként jelöl meg) ő maga is bíboros és Valentinois hercege, Romagna ura.
Nem ismerni hiteles ábrázolását Lucrezia Borgiának, de a leírások alapján az Édes új stílus (dolce stil nuovo) jellegzetes donna angelicatájának felel meg: tipikus szőke hosszú haj, világos szemek, fehér bőr.
Az apja kedvenc gyermeke (egyetlen lánya Vanozza di Cattaneitől), mégis a távolság mindig megmaradt közöttük.
Lucrezia próbált kibújni az akkori nőknek előírt átlagos élet alól: olvasott, írt, tanult, kormányzott, a divatot eszközként használta, szeretőket tartott, a vallás pedig inkább időtöltés volt a számára, mint elhivatottság.

## Házasságai
Háromszor ment férjhez, mindhárom esetben apja és fivére terjeszkedő politikájának eszközeként.
Tizenkét évesen már eljegyezték egy spanyol nemessel Don Gaspare da Procidával, de az eljegyzést apja felbontotta, mivel Giovanni Sforza jobb partinak számított.

### Giovanni Sforza
13 éves korában apja feleségül adta Sforzához, Pesaro fejedelméhez. Ez a házasság volt hivatott megerősíteni a pápa és a milánói Sforzák kapcsolatát. A Sforza-család hatalma azonban hamarosan hanyatlott, 1499-ben Ludovico Sforza herceget elűzték Milánóból. 1497-ben érvénytelenítették Lucrezia házasságát: a pápa hatalmasabb férjet talált lányának Pesaro hercegénél. Azt az ürügyet találták ki, hogy Giovanni nem tud gyermeket nemzeni. A férj nem akart elválni, tagja akart maradni a gazdag és befolyásos uraknak, de családja ösztönzésére (féltek a pápa haragjától) végül belement a válásba.
A sors fintora, hogy Lucrezia pont akkor esett teherbe, amikor éppen azért zajlott első „válópere” mivel férje terméketlen. Az apa kiléte rejtély, de a találgatásokból két apajelölt tűnik esélyesnek: Perrotto, apja futára, és Cesare, a bátyja. Perrotto rejtélyes körülmények között elhalálozott, a gyermeket pedig Lucrezia titokban szülte meg. Főleg apja ellenségei szerint volt Cesare a gyermek apja (Giovanni Sforza is apjával és fivérével történt vérfertőzéssel vádolta meg Lucreziát).

### Aragóniai Alfonz (Alfonso Bisceglie)
1498-ban köttetett meg a második frigy: Lucrezia újdonsült férje Aragóniai Alfonz lett, Bisceglie hercege, II. Alfonz nápolyi király törvénytelen fia. Azért kellett hozzámennie, mivel Nápolynak jó kapcsolatai voltak a francia királlyal. Nagy volt a szerelem második férjével. Tőle egy gyermeke született: Rodrigo (13 évesen, 1512-ben halt meg). Ez a házasság sem tartott sokáig: A pápa XII. Lajos francia király segítségével Nápolyt szerette volna megszerezni, Alfonz megszökött Rómából, az életét féltve. A pápa 1499-ben visszahívatta Alfonzt a Vatikánba – egy alkalmasabb pillanatra várva. Alfonzt 1500 augusztusában egy utcai sétája során megtámadták, amibe majdnem belehalt. Amíg lábadozott, Lucrezia és rokonai ápolták, de az elővigyázatosság ellenére mégis megfojtották, valószínűleg Lucrezia bátyja, Cesare parancsára.
Lucreziát összetörte második férje halála, vigasztalhatatlan volt, így apja rábízta Nepi városának kormányzását. Alig egy hónap telt el második férje halála óta, amikor apja már a harmadik házasságát tervezte.

### Alfonso d’Este
Harmadik házasságát 1501-ben kötötte I. Alfonz modenai és ferrarai herceggel. A d'Esték előítéletekkel tele várták az új rokont, de a házassággal járó előnyök meggyőzték őket. Hat gyermeket szült Alfonso d’Estének, de csak négyük érte meg a felnőttkort (köztük II. Ippolito d’Este bíboros, és II. Ercole d’Este, Ferrara későbbi hercege).
Az új udvartartás a reneszánsz egyik szellemi központja lett, Lucrezia és férje nagy pártfogója volt a művészeteknek: udvarukban olyan művészek fordultak meg, mint Ludovico Ariosto, Pietro Bembo, Tito Vespasiano Strozzi és fia Ercole Strozzi, illetve Tiziano.

## A végzet asszonya

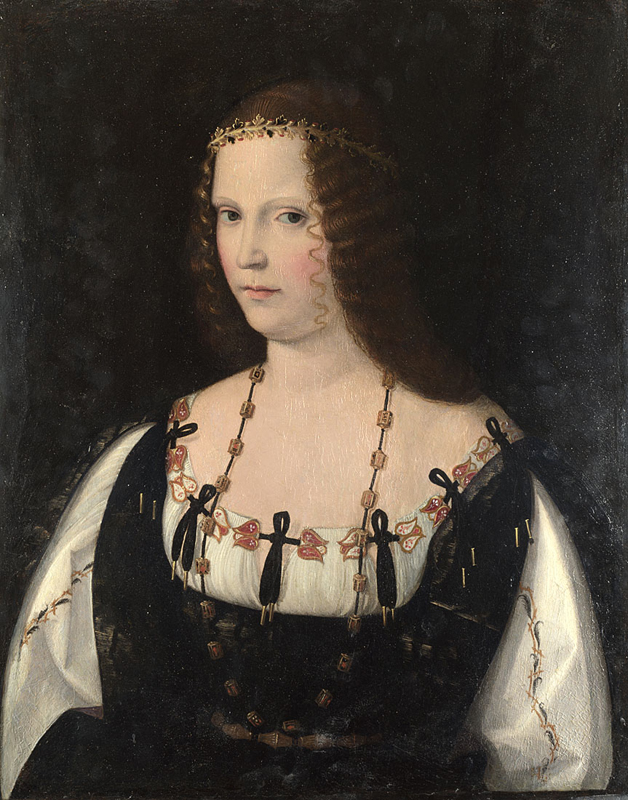
Lukrécia Borgia feltételezett portréja

Sok legenda kering körülötte. Az egyik szerint volt egy gyűrűje, amelyet nap mint nap egy általa kitalált méregbe mártott, és ezzel ölte meg férjeit és szeretőit.
További legendák a vérfertőzés vádja és az, hogy orgiákon vett részt nézőként a pápai udvarban. E kép azonban minden bizonnyal Victor Hugo 1833-as drámájának és Gaetano Donizetti ebből készített Lucrezia Borgia című operájának tulajdonítható. Valójában semmi bizonyíték nincs arra, hogy Lucrezia bárkinek is ártott volna rövid élete során.

## Apja halála után
Apja (1503), majd bátyja (1507) halála után nehéz élete volt. A vallás felé fordult. 1510-ben megalapította a ferrarai San Bernardino-kolostort. 1518-ban a ferencesek harmadrendjéhez (Ordine delle terziare francescane) csatlakozott. 1519-ben, 39 évesen gyermekágyi lázban halt meg, utolsó szülését követően.

## Halála
1519-ben hunyt el vérmérgezésben, 10 nappal azután, hogy életet adott nyolcadik gyermekének. Ferrara népe őszintén megsiratta kedvelt uralkodónőjét. Halála után a történelem egyik legnegatívabban ábrázolt szereplőjévé vált, és a végzet asszonya (femme fatale) klasszikus megtestesítőjeként emlékezett rá a világ.